# Liste der denkmalgeschützten Objekte in Wulkaprodersdorf
Die Liste der denkmalgeschützten Objekte in Wulkaprodersdorf enthält die 8 denkmalgeschützten, unbeweglichen Objekte der Gemeinde Wulkaprodersdorf.

## Denkmäler
| Foto |                 | Denkmal                                                                    | Standort                                                   | Beschreibung | Metadaten |
| ---- | --------------- | -------------------------------------------------------------------------- | ---------------------------------------------------------- | --- | --- |
| ja   | Datei hochladen | Pfarrhof HERIS-ID: 30528 Objekt-ID: 27279                                  | Kirchenplatz 1 Standort KG: Wulkaprodersdorf               | | BDA-Hist.: Q37935168 Status: § 2a Stand der BDA-Liste: 2025-06-30 Name: Pfarrhof GstNr.: 25/2                                                                           |
| ja   | Datei hochladen | Kath. Pfarrkirche, Zur Kreuzerhöhung HERIS-ID: 30524 Objekt-ID: 27275      | Kirchenplatz 1a (Kirche) Standort KG: Wulkaprodersdorf     | Eine frühbarocke Kirche aus dem Jahr 1642 (geweiht). Der Kirchturm mit steinernen Spitzhelm wurde 1801 errichtet. Der Hochaltar mit freistehendem Tabernakel stammt aus der Mitte des 18. Jahrhunderts. | BDA-Hist.: Q27309238 Status: § 2a Stand der BDA-Liste: 2025-06-30 Name: Kath. Pfarrkirche, Zur Kreuzerhöhung GstNr.: 22 Pfarrkirche Zur Kreuzerhöhung, Wulkaprodersdorf |
| ja   | Datei hochladen | Friedhof, Kirchhof HERIS-ID: 62708 Objekt-ID: 75284                        | bei Kirchenplatz 1a (Kirche) Standort KG: Wulkaprodersdorf | Friedhof mit einem Rokokograbstein und weitere Grabsteine aus dem 18. und 19. Jahrhundert. | BDA-Hist.: Q38100841 Status: § 2a Stand der BDA-Liste: 2025-06-30 Name: Friedhof, Kirchhof GstNr.: 22                                                                   |
| ja   | Datei hochladen | Pest-/Dreifaltigkeitssäule HERIS-ID: 30532 Objekt-ID: 27283                | bei Kirchenplatz 2 Standort KG: Wulkaprodersdorf           | Auf einem Sockel befinden sich die Figuren Immaculata sowie Pestheilige und auf der Weinlaubsäule eine Dreifaltigkeitsgruppe.                                                                           | BDA-Hist.: Q37935248 Status: § 2a Stand der BDA-Liste: 2025-06-30 Name: Pest-/Dreifaltigkeitssäule GstNr.: 24 Dreifaltigkeitssäule Wulkaprodersdorf                     |
| ja   | Datei hochladen | Cholerakapelle HERIS-ID: 30540 Objekt-ID: 27291                            | bei Rathausgasse 5 Standort KG: Wulkaprodersdorf           | Ein kleiner Bau mit geschweiftem Volutengiebel, der 1831 gestiftet wurde. | BDA-Hist.: Q37935411 Status: § 2a Stand der BDA-Liste: 2025-06-30 Name: Cholerakapelle GstNr.: 702 Cholerakapelle Wulkaprodersdorf                                      |
| ja   | Datei hochladen | Kapelle zur Schmerzhaften Muttergottes HERIS-ID: 30533 Objekt-ID: 27284    | Untere Hauptstraße 44 Standort KG: Wulkaprodersdorf        | Ein Giebelbau mit Fassadenturm aus dem Jahr 1779. Der Altar mit einer polychromierter Pietà stammt aus dem Ende des 18. Jahrhunderts.                                                                   | BDA-Hist.: Q37935267 Status: § 2a Stand der BDA-Liste: 2025-06-30 Name: Kapelle zur Schmerzhaften Muttergottes GstNr.: 166/1 Kapelle Wulkaprodersdorf                   |
| ja   | Datei hochladen | Wohnhaus HERIS-ID: 30530 Objekt-ID: 27281                                  | Wiener Straße 6 Standort KG: Wulkaprodersdorf              | Ein Haus mit historischem Dekor, ehemalige Poststation auf der Route zwischen Wien und Ödenburg. | BDA-Hist.: Q37935207 Status: § 2a Stand der BDA-Liste: 2025-06-30 Name: Wohnhaus GstNr.: 377                                                                            |
| ja   | Datei hochladen | Tschigerl-Kapelle (Annakapelle) am Föllig HERIS-ID: 29119 Objekt-ID: 25751 | Standort KG: Wulkaprodersdorf                              | Ein quadratischer Sakralbau mit Zeltdach aus dem 18. Jahrhundert. | BDA-Hist.: Q37924097 Status: § 2a Stand der BDA-Liste: 2025-06-30 Name: Tschigerl-Kapelle (Annakapelle) am Föllig GstNr.: 3600/4                                        |